# Pierre Guillaume (militaire)
Pour les articles homonymes, voir Pierre Guillaume et Guillaume.
 (mai 2018).
Pierre Guillaume, né le 11 août 1925 à Saint-Servan-sur-Mer (aujourd'hui Saint-Malo) et mort le 3 décembre 2002 à Clichy, connu également sous les noms de « commandant Guillaume » et « Crabe-Tambour », est un officier de la marine française. Il a participé au putsch d'Alger et fut membre de l'OAS.

## Biographie
Fils de Maurice Guillaume, saint-cyrien et directeur de journaux, futur général de brigade de réserve, Pierre Guillaume entre à l'École navale en 1945. Lors de la guerre d'Indochine, il est officier de marine dans une division navale d'assaut, les célèbres Dinassaut. Après les accords de Genève, en 1954, il termine la guerre avec le grade de lieutenant de vaisseau. Désobéissant au haut commandement, il sauve alors, en embarquant sur les bâtiments sous ses ordres, 1 600 Vietnamiens catholiques voulant fuir le communisme (chiffres avancés par les survivants eux-mêmes). Puis il tente de rejoindre la France seul à bord d'une jonque, le Manohara (jonque ou plutôt ketch à bouchains vifs de 8 mètres de long) mais s'échoue finalement sur les côtes somaliennes, le 13 novembre 1956. Il est alors recueilli par une tribu locale, assez fascinée par ce prisonnier aux cheveux roux, au point qu'il ne sait pas très bien s'ils le considèrent comme un prisonnier ou comme un dieu.
Fin 1956, il rentre à Paris. En mars 1957, il apprend que son frère Jean-Marie, 29 ans, officier parachutiste, est tombé à la tête de son commando en Algérie,. Promesse ayant été faite que ce commando porterait le nom du premier de ses membres qui serait tué au combat, il devient alors le commando Guillaume. Pierre demande immédiatement, et obtient d'être muté provisoirement dans l'armée de terre, afin de succéder à son frère à la tête du commando. Il suit la formation commando et passe son brevet parachutiste. Il le commande du 14 juillet 1957 au 12 mars 1958 ; il est basé sur le terrain d'aviation d'Orléansville et rayonne sur toute l'Algérie.
Pendant le putsch d'Alger, il est adjoint marine du général Challe, l'un des quatre organisateurs ; à l'issue du putsch, il est condamné à quatre ans de prison avec sursis. Il s'engage alors dans la clandestinité, aux côtés de l’OAS avec les généraux Salan et Jouhaud. Arrêté en mai 1962, Pierre Guillaume est condamné à huit ans de détention, et emprisonné pendant quatre ans à la prison de Tulle, avec les généraux Salan et Jouhaud, les colonels de Sèze et de La Chapelle, les commandants Camelin, Robin et Denoix de Saint Marc.
À sa libération, il préside la Guilde européenne du raid - une association se consacrant à l'aventure - à sa fondation en 1967.
Il travaille ensuite comme conseiller à la sécurité maritime en Arabie saoudite et participe à des opérations de Bob Denard aux Comores. Avec plusieurs anciens militaires, il s'engage également dans la défense du peuple karen en Birmanie.
Il vivait à bord de son voilier, l'Agathe, dans le port de Saint-Malo.
Pierre Guillaume anima un Libre Journal hebdomadaire d'une heure et demie sur Radio Courtoisie, quasiment jusqu'à son décès.
Dans ses mémoires, intitulés Mon âme à Dieu, mon corps à la Patrie, mon Honneur à moi, publiées après son décès, il donne des détails sur l’engagement des officiers de marine pour l’Algérie française et raconte ses tentatives d’évasion.
Il est inhumé à Rueil-Malmaison.

## Divers
Le roman Le Crabe-tambour de Pierre Schoendoerffer, et le film de même nom que Schœndœrffer en tira en 1977, sont inspirés de la vie de Pierre Guillaume. Celui-ci a lui même participé au film en tant que conseiller et on peut d'ailleurs l'apercevoir brièvement dans le rôle d'un procureur lors d'une scène du procès.